# Goo Goo Muck/She Said
Goo Goo Muck/She Said — сингл американской группы The Cramps, выпущенный в качестве промо в 1980 году, официально в 1981 году как сингл с альбома Psychedelic Jungle.

## Описание
Сингл был выпущен в США, Великобритании и Европе в нескольких изданиях, но в одной и той же версии, с двумя вариантами обложки: одна с изображением группы, другая — обычная «дырявая» обложка от звукозаписывающей компании или дистрибьютора A&M Records.
Оба трека, представленные на сингле, являются каверами на рок-н-ролльные песни 1960-х годов. На стороне A сингла есть трек Goo Goo Muck, песня Ронни Кука, которую он записал вместе с The Gaylads в 1962 году как сингл для Audan Records под названием The Goo Goo Muck. На стороне B сингла записан трек She Said, не выпущенный в альбоме, но который появится позже в некоторых специальных изданиях. На этот раз это песня Хасила Адкинса, которую он выпустил как сингл на Jody Records в 1964 году.

## Треки
| №                   | Название            | Длительность |
| ------------------- | ------------------- | ------------ |
| 1.                  | «Goo Goo Muck»      | 3:02         |
| 2.                  | «She Said»          | 3:11         |
| Общая длительность: | Общая длительность: | 6:13         |

## Подготовка
- Люкс Интериор — вокал
- Пойзон Айви — гитара
- Брайан Грегори — гитара
- Ник Нокс — ударные

## Другое использование
- Песня Goo Goo Muck, в версии Cramps, записанной для этого диска, используется в телесериале Уэнздей (2022), как трек в составе Rave’N, ежегодном танце Академии Nevermore. Исполнительница роли Уэнсдей Аддамс, Дженна Ортега, лично поставила свой собственный танец под трек, вдохновленная Сьюзи Фокс, Бобом Фоссом и съёмками из готического клуба 1980-х годов[1][2].